# Institutul Lumière
Institutul Lumière (Institut Lumière) este o organizație franceză, cu sediul la Lyon, pentru promovarea și conservarea patrimoniului cinematografic francez. Ea conține o cinematecă și un muzeu care onorează contribuția cineaștilor Auguste și Louis Lumiere - inventatorii cinematografului și părinții cinematografiei.
Organizația a fost fondată în 1982 de Bernard Chardère și Maurice Trarieux-Lumière, nepotul lui Louis Lumière. Bertrand Tavernier este președintele organizației, iar Thierry Fremaux este directorul ei. Muzeul se află în casa familiei Lumière din cartierul Monplaisir al Lyonului. Filmul La Sortie de l'usine Lumière à Lyon, unul dintre primele filme făcute vreodată, a fost turnat în vecinătatea institutului.
Fosta uzină Lumière a fost reabilitată cu sprijinul arhitectului Pierre Colboc și al arhitectului-șef al monumentelor istorice Didier Repellin, în colaborare cu agenția dUCKS Scéno pentru scenografie cinematografică și spații exterioare.

## Galerie

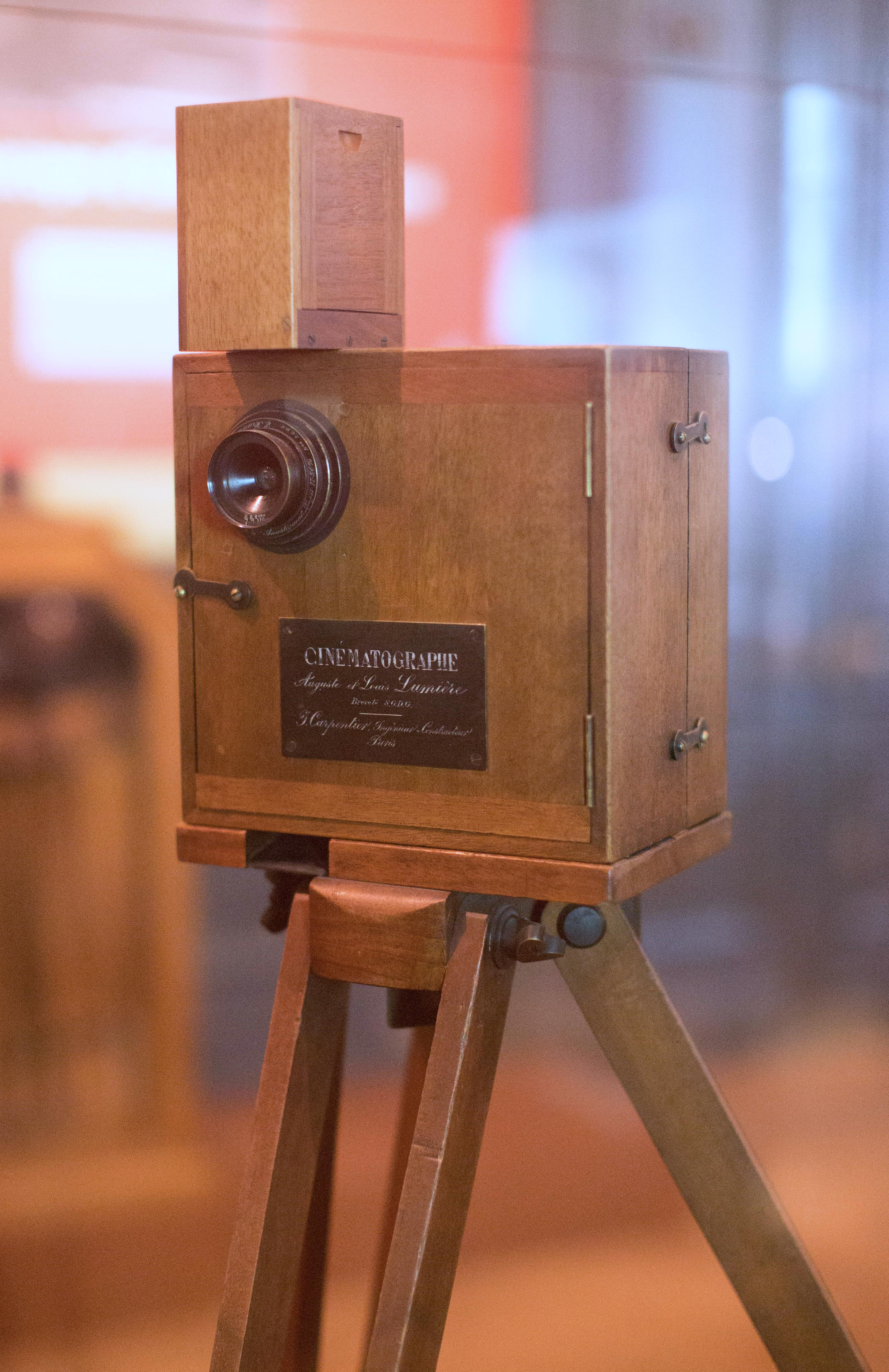
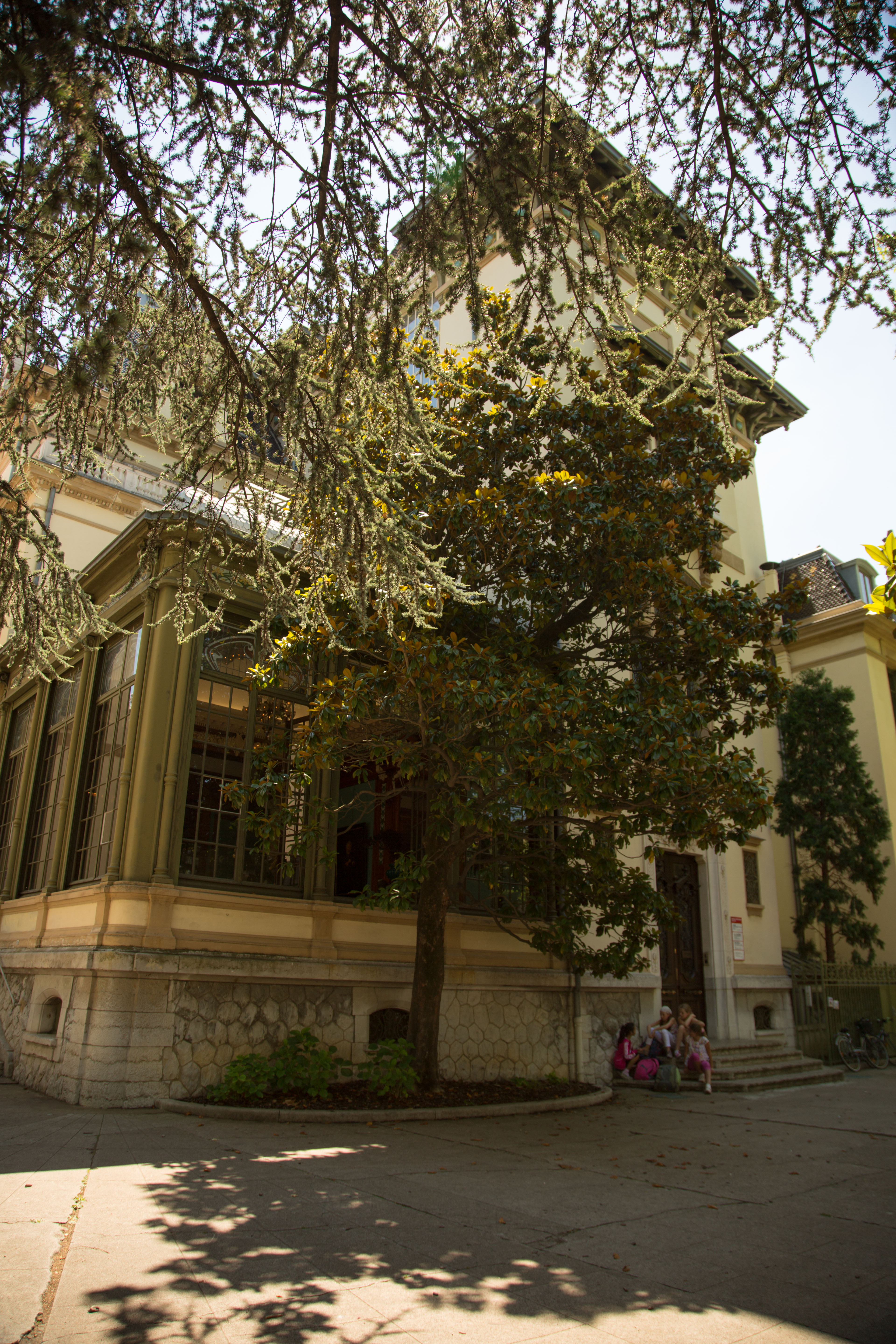
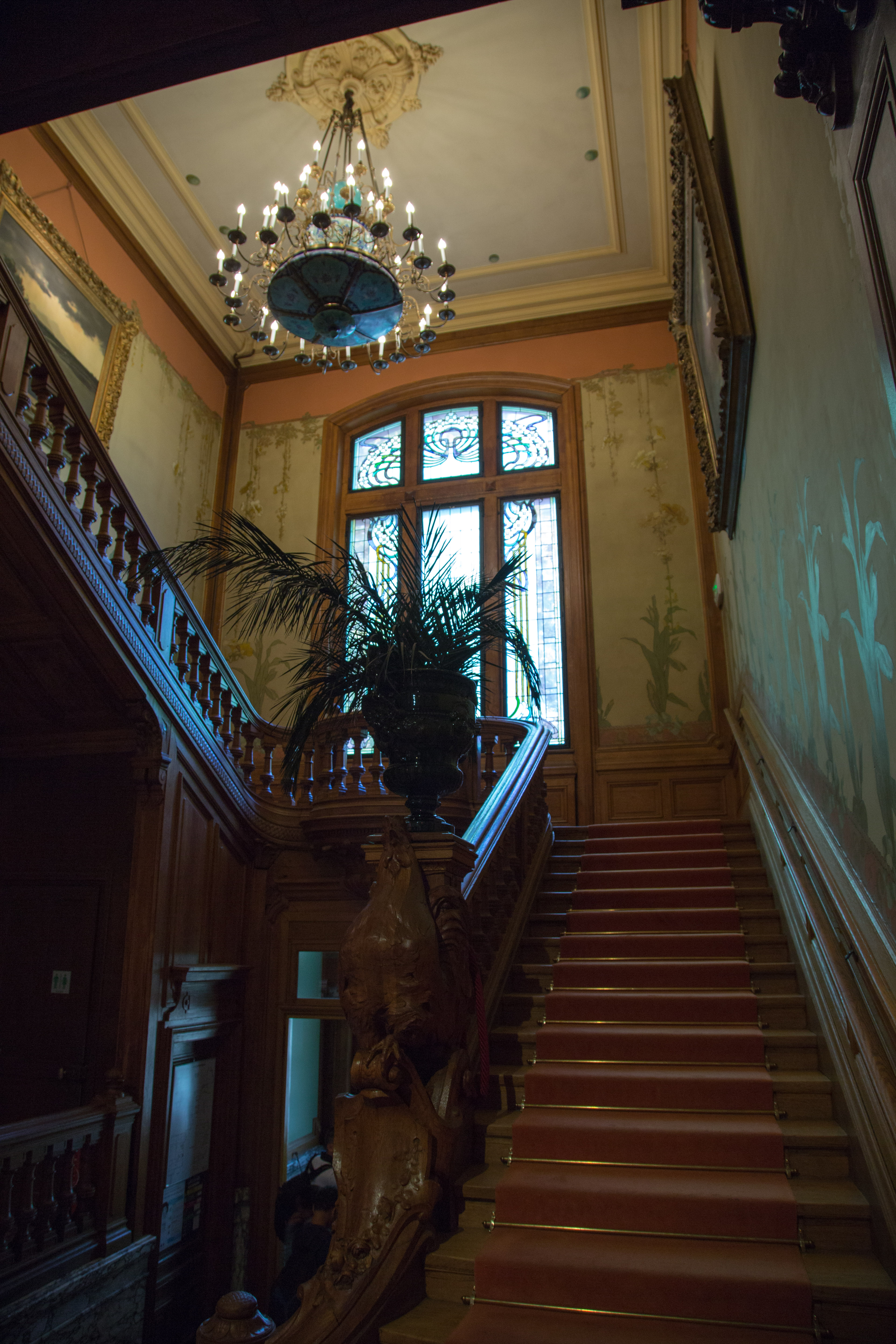
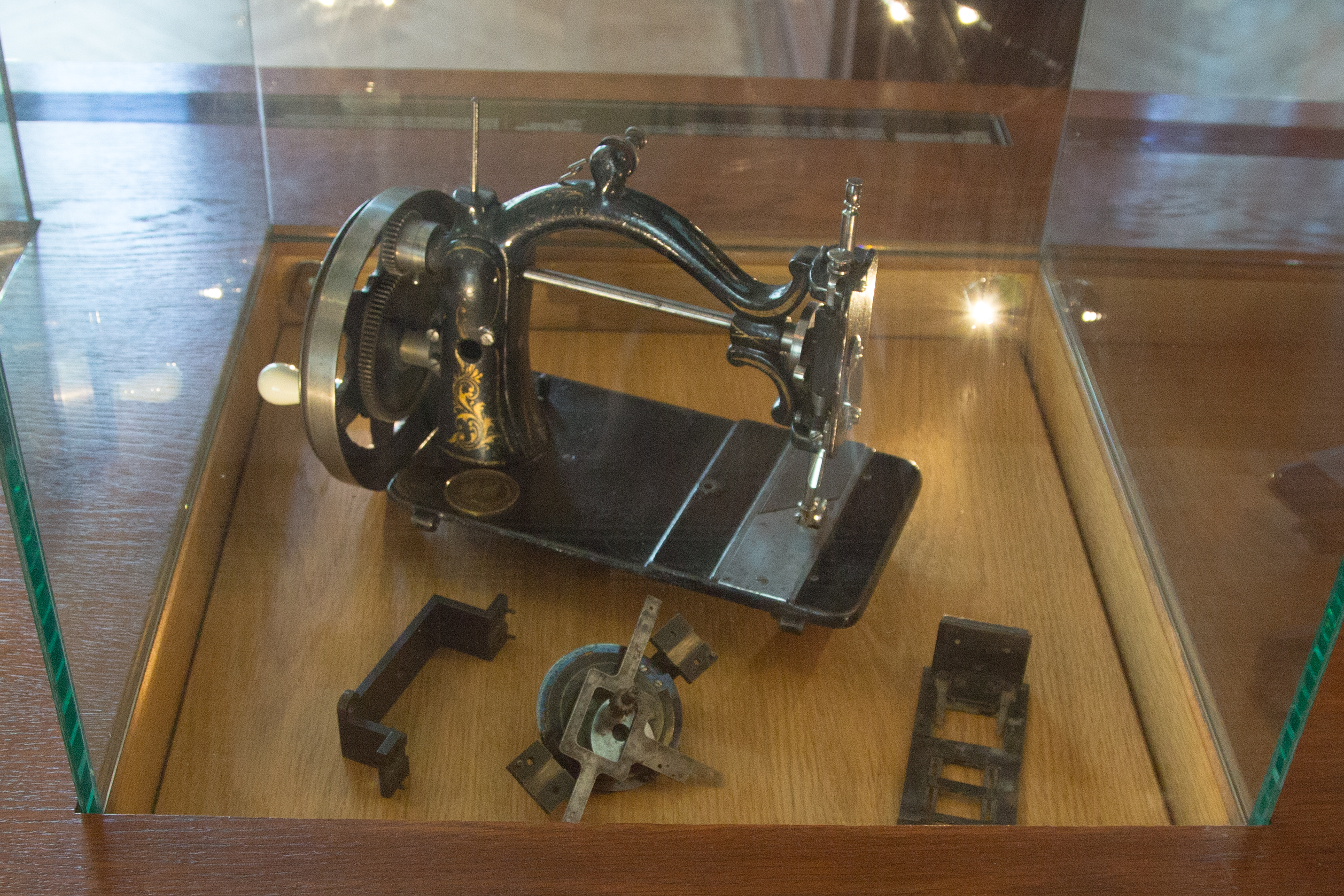
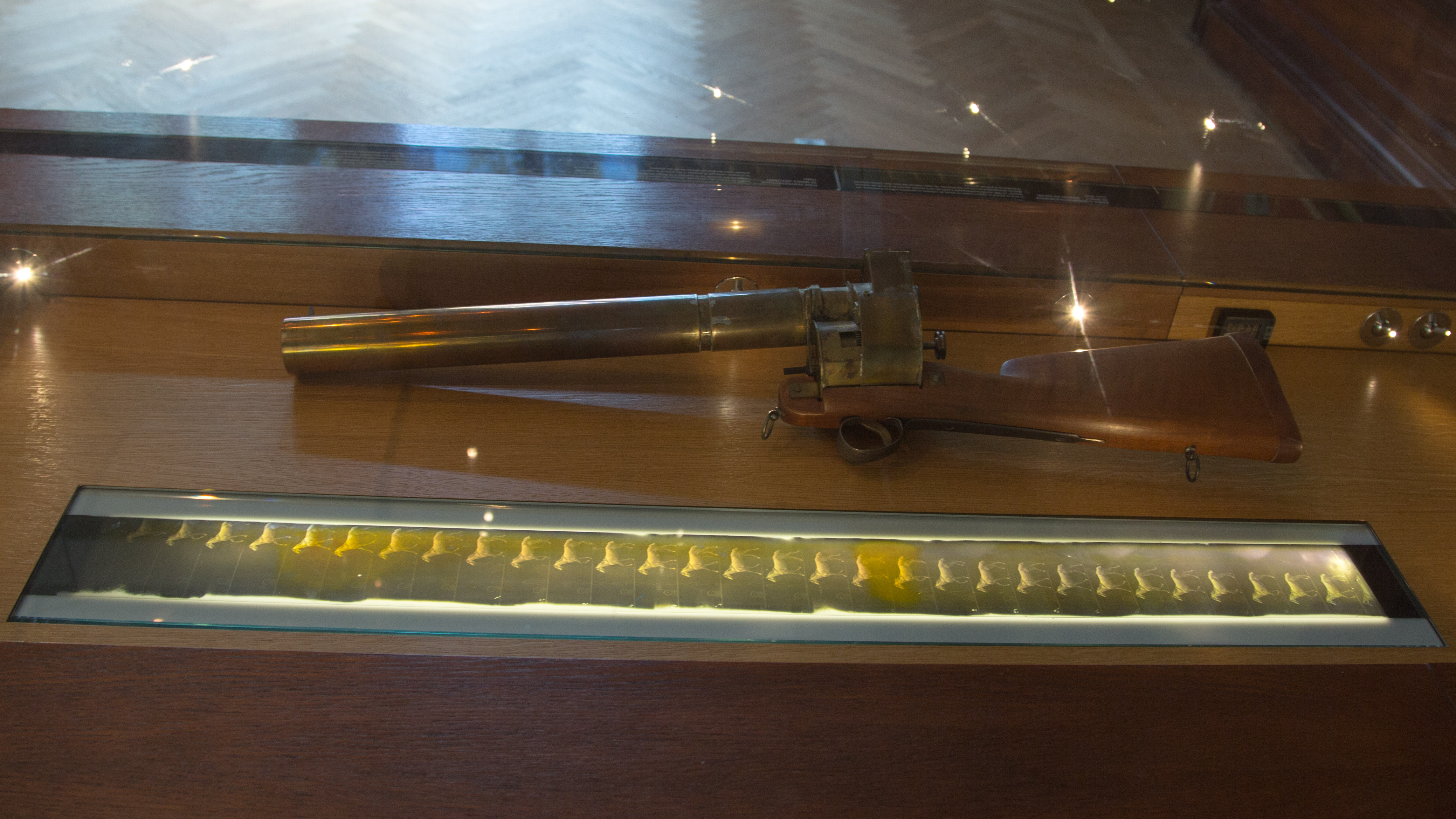
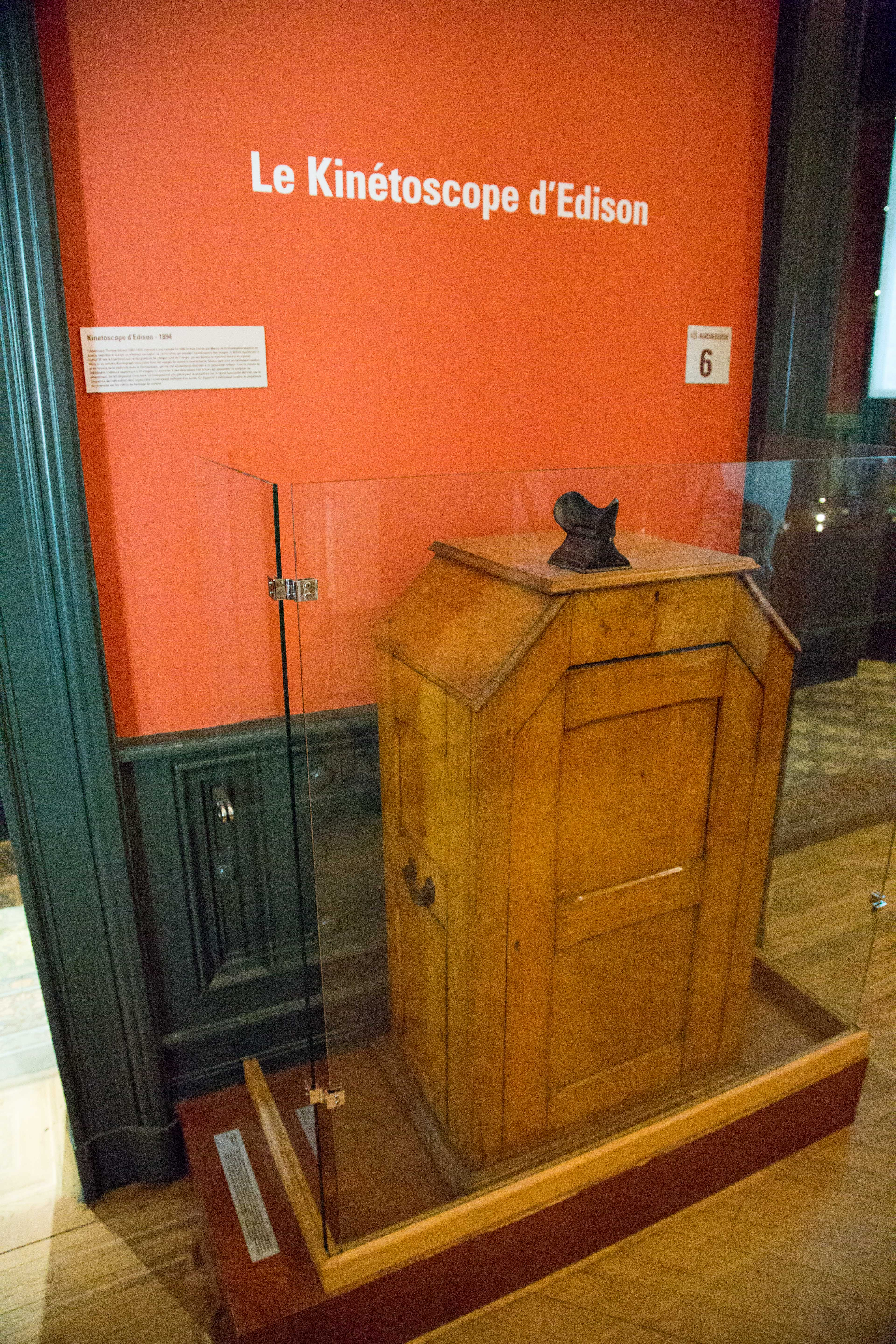
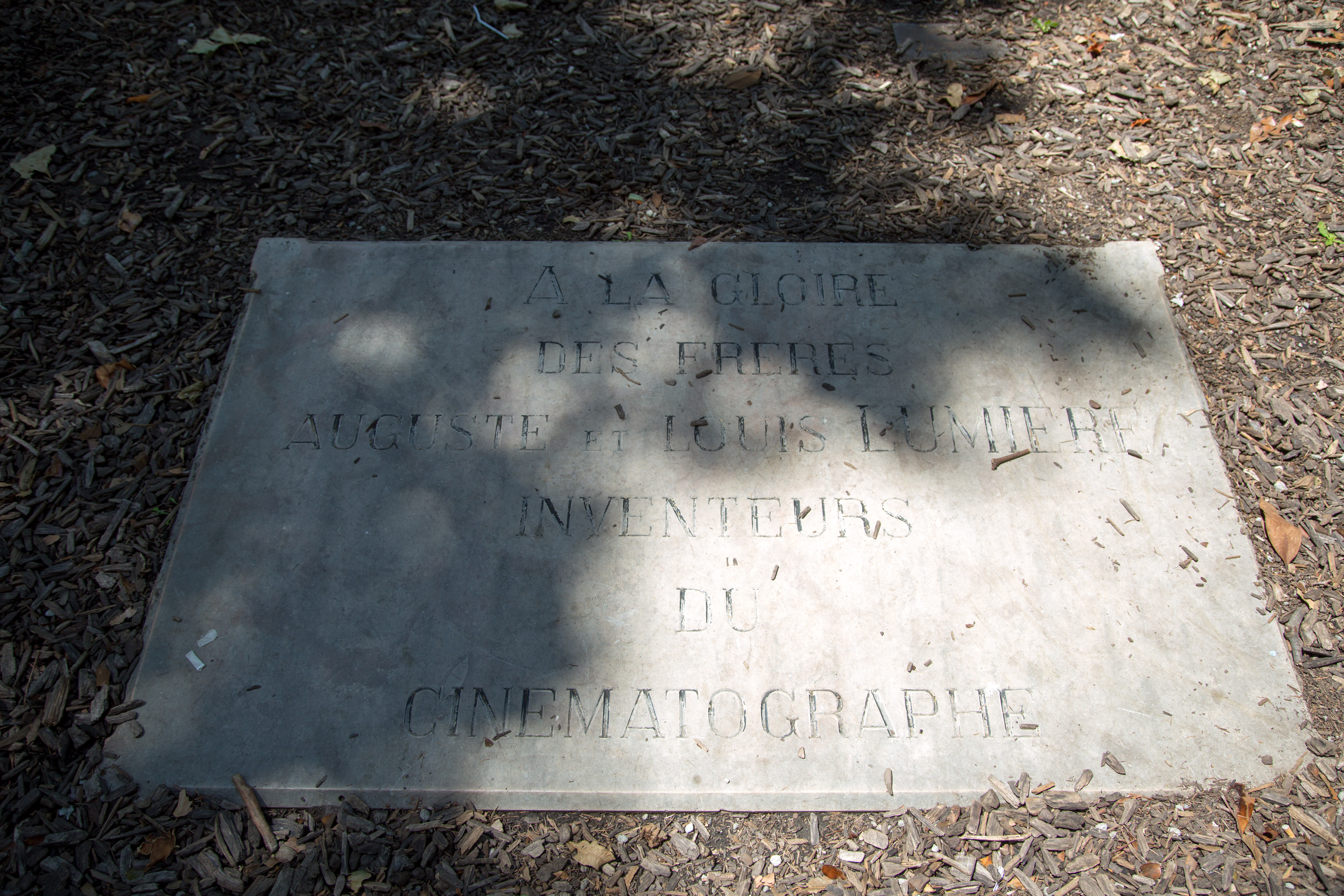
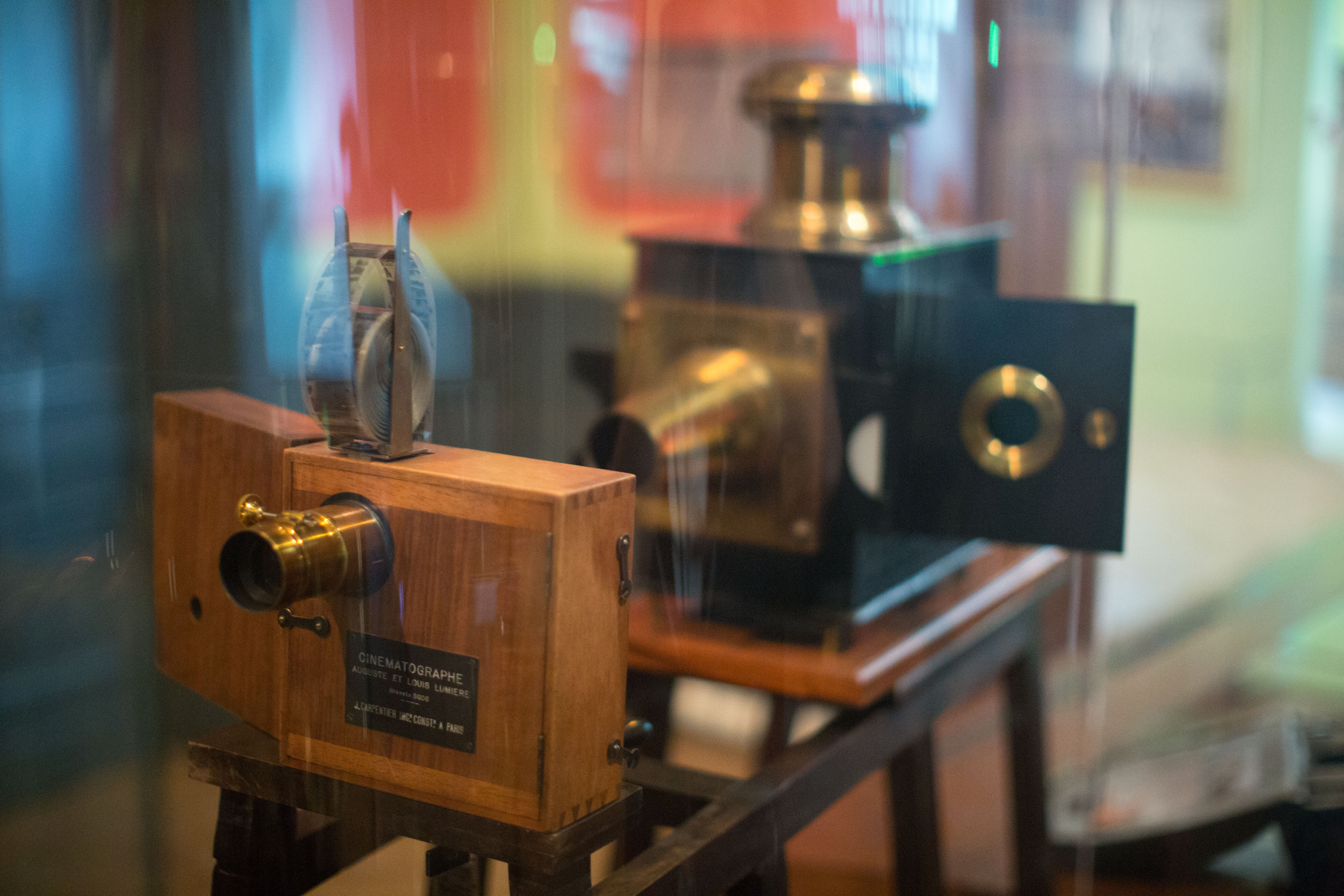
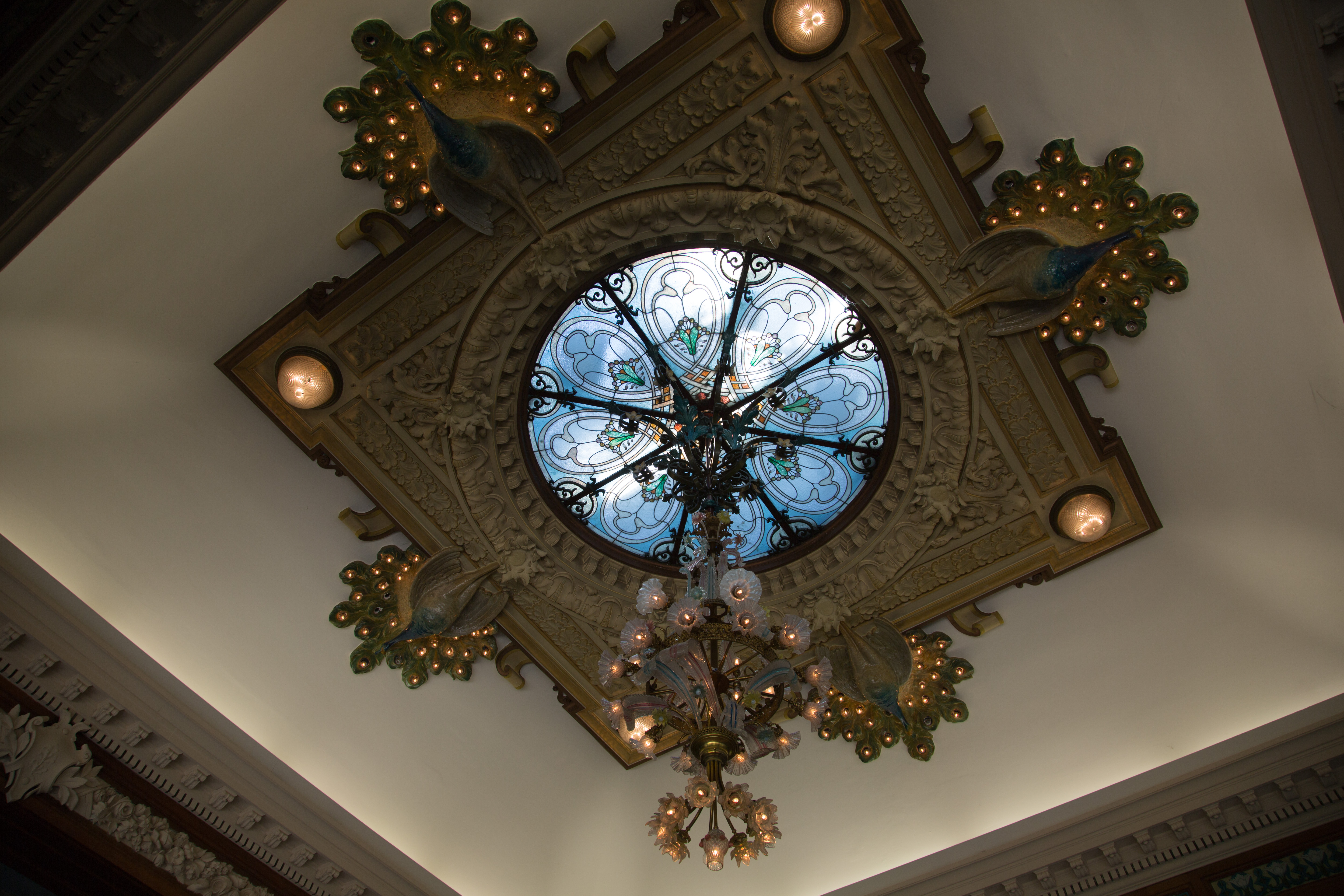
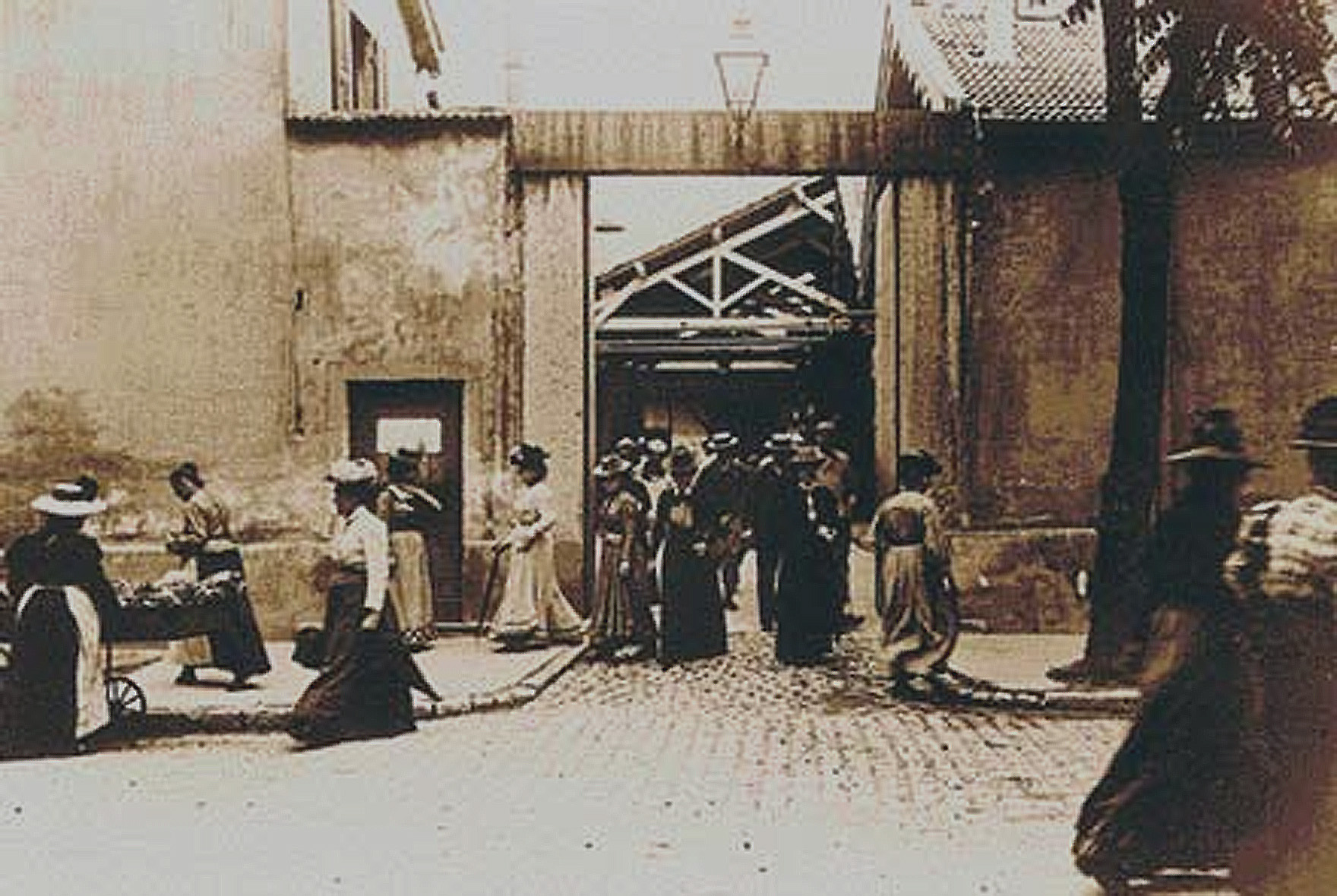
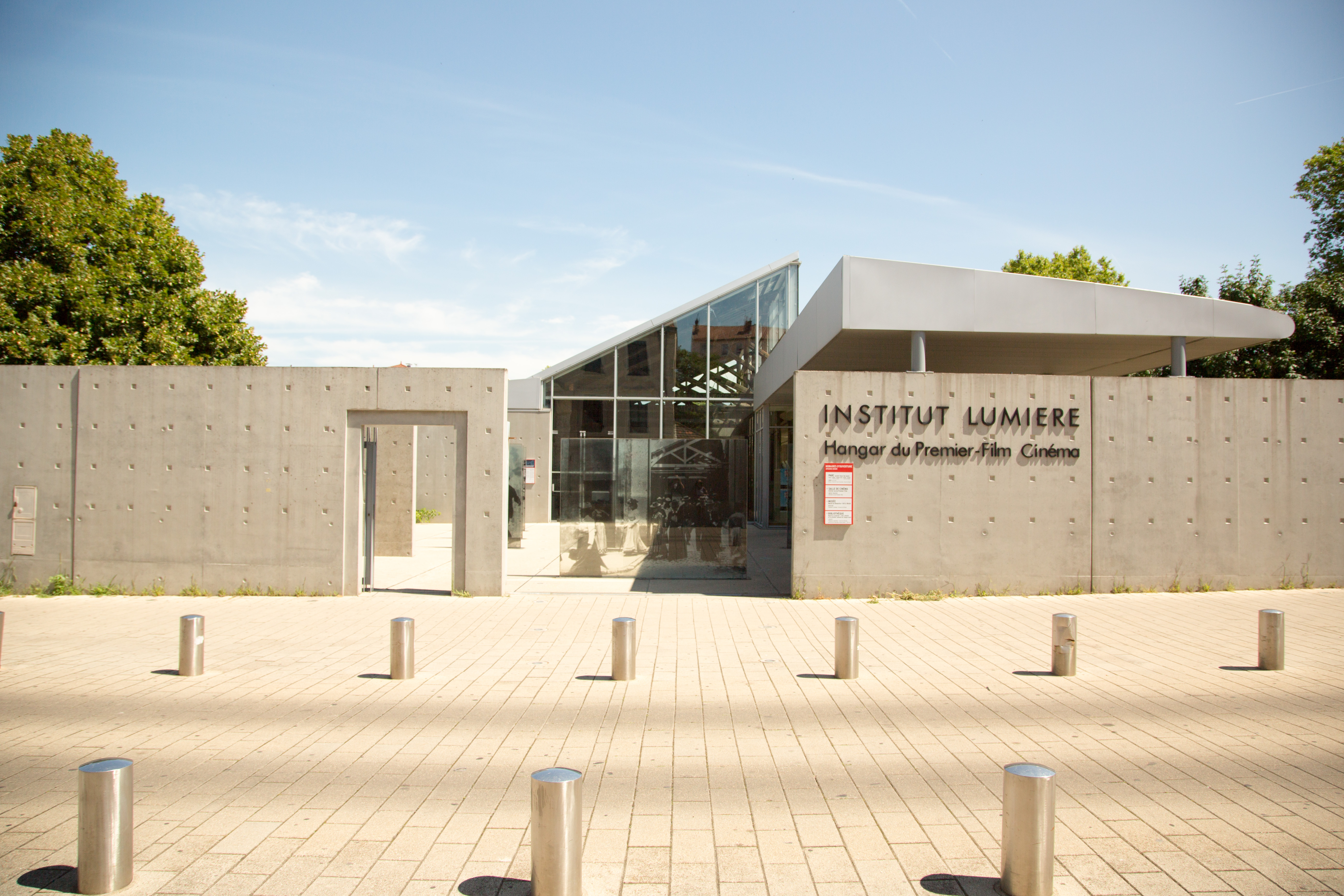
Intrarea actuală în cadrul institutului, cu o fotogramă pe sticlă a ieșirii angajaților din fabrică

## Legături externe
- Official website